# Hamelia patens
Espèce
Statut de conservation UICN

 LC  : Préoccupation mineure
Hamelia patens est une espèce d'arbrisseaux de la famille des Rubiacées originaire d'Amérique.